# Torsten Körner
Torsten Körner es un deportista de la RDA que compitió en bobsleigh. Ganó una medalla de plata en el Campeonato Europeo de Bobsleigh de 1988, en la prueba cuádruple.

## Palmarés internacional
| Campeonato Europeo | Campeonato Europeo    | Campeonato Europeo | Campeonato Europeo |
| Año                | Lugar                 | Medalla            | Prueba             |
| ------------------ | --------------------- | ------------------ | ------------------ |
| 1988               | Sarajevo (Yugoslavia) | Medalla de plata   | Cuádruple          |